# Ясна (Польща)
Ясна (пол. Jasna, нім. Lichtfelde) — село в Польщі, у гміні Дзежґонь Штумського повіту Поморського воєводства.
Населення — 470 осіб (2011).
У 1975-1998 роках село належало до Ельблонзького воєводства.

## Демографія
Демографічна структура станом на 31 березня 2011 року:
|          | Загалом | Допрацездатний вік | Працездатний вік | Постпрацездатний вік |
| -------- | ------- | ------------------ | ---------------- | -------------------- |
| Чоловіки | 248     | 58                 | 178              | 12                   |
| Жінки    | 222     | 52                 | 137              | 33                   |
| Разом    | 470     | 110                | 315              | 45                   |